# Heliconius physcoa
Heliconius physcoa är en fjärilsart som beskrevs av Adalbert Seitz 1913. Heliconius physcoa ingår i släktet Heliconius och familjen praktfjärilar. Inga underarter finns listade i Catalogue of Life.